# 安德魯·布里格登

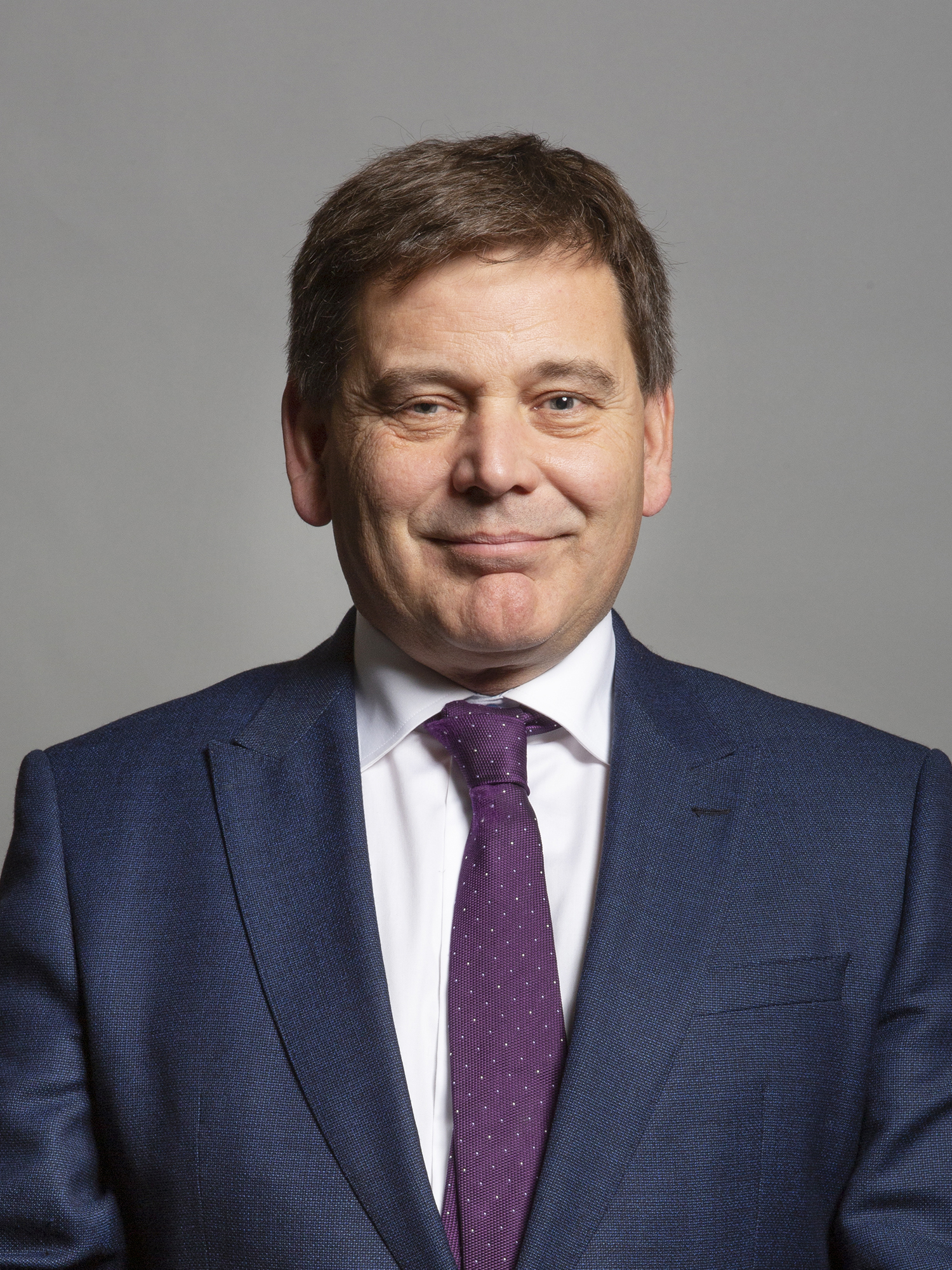
安德魯·布里格登

安德魯·布里格登（英語：Andrew Bridgen，1964年10月28日—）是一位英格蘭政治人物，他的黨籍是保守黨。自2010年開始，他擔任西北萊斯特郡選區選出的英國下議院議員。他曾經在英國皇家海軍服役，從政之前是一位商人。

## 政治立場
在2011年7月一名選民遭受嚴重傷害之後，布里格登呼籲立法，以確保前往國外旅行的英國人有足夠的醫療保險。布里格登還試圖強調與運動傷害相關的頭部受傷的風險。他是酒吧業改革的呼籲者，呼籲為有約束力的房客引入市場租金選擇。
布里格登贊同改革國民保健服務。2011年6月，布里格登批評了安德·蘭斯利（Andrew Lansley）提議的國民保健服務NHS改革。布里格登在2014年成功遊說政府削減兒童的航空旅客關稅，此舉得到旅行社的支持，並得到2013年研究報告的支持。
2014年，布里格登投票承認巴勒斯坦國。布里奇頓說：“我尊敬的朋友是否同意，鑑於世界大國和我們的盟國美國的政治體系容易受到強大遊說團體的影響，以至產生了美國與巴勒斯坦的目前關係，而今晚的這項動議可能只會使此地區局勢陷入困境？”
2014年，布里格登認爲不支付電視許可費的呼籲是民事而非刑事事項。英國政府後來採納了布里格登的提議，該提議也得到了工黨的贊成，儘管英國廣播公司表示，2億英鎊的潛在損失可能導致頻道的關閉。
布里格登在2019年保守黨領袖選舉中讚同鮑里斯·强生。布里奇恩與當地的保守黨國會議員希瑟·惠勒（Heather Wheeler）為爭取伯頓到萊斯特鐵路線的艾文豪線的客運鐵路而服務，並改進了米德蘭干線的電氣化。

## 國會生涯
布里格登是前保守黨首相戴維·卡梅倫的批評者。卡梅倫在2013年引發不信任投票之後，布里格登於2014年撤回了不信任投票。